# Al-Mursalāt
Al-Mursalāt (arabisch المرسلات al-Mursalāt ‚Die gesandt werden‘) ist die 77. Sure des Korans, sie enthält 50 Verse. Die Sure gehört zu den frühen Teilen des Korans, die in Mekka offenbart wurden (610–615), mit Ausnahme des Verses 48, der als medinisch angesehen wird. Ihr Titel bezieht sich auf den ersten Vers.
Nach der Basmala beginnt die Sure in den Versen 1–7 mit einer Beschwörungsformel zur Ankündigung des Jüngsten Gerichts, gefolgt von den Anzeichen des nahenden Gerichts in den Versen 8–15. Vers 15 kehrt im weiteren Verlauf als Refrain wieder und wird insgesamt zehnmal wiederholt. Er lautet: وَيۡلٌۭ يَوۡمَئِذٍۢ لِّلۡمُكَذِّبِينَ / wailun yaumaʾiḏin li-l-mukaḏḏibīna / ‚Wie schlecht ist es an jenem Tag um diejenigen bestellt, die (unsere Botschaft) für Lüge erklären!‘ Die Sure befasst sich außerdem mit der Entstehung des Menschen sowie mit dem Gerichtsurteil über die Geretteten und die Verdammten. Vers 48 wird als Anspielung auf die Weigerung des Stammes Banū Thaqīf interpretiert, die rituell vorgeschriebene Verneigung beim Gebet zu vollziehen. Der Schlussvers: „An was für eine weitere Verkündigung wollen sie denn glauben (nachdem sie diese koranische Offenbarung abgelehnt haben?)“ wird in Sure 7, Vers 185 wörtlich wiederholt.